# Banca (Vaslui)
Banca è un comune della Romania di 5 577 abitanti, ubicato nel distretto di Vaslui, nella regione storica della Moldavia. 
Il comune è formato dall'unione di 12 villaggi: 1 Decembrie, Banca, Gara Banca, Ghermănești, Miclești, Mitoc, Sălcioara, Sălcioara, Sîrbi, Stoișești, Strîmtura-Mitoc, Țifu.